# Форум Сан-Паулу
Форум Сан-Паулу (порт. Foro de São Paulo, FSP) — конференция левых политических партий и организаций Северной и Южной Америк, в первую очередь Латинской Америки и Карибского бассейна. FSP был создан Рабочей партией Бразилии в 1990 году в городе Сан-Паулу, по которому и получил своё название.
Форум Сан-Паулу был официально создан в 1990 году, когда бразильская Партия трудящихся обратилась к другим левым силам Латинской Америки и Карибского бассейна с предложением обсудить новую международную обстановку и сценарии развити после падения Берлинской стены и распространения экономической либерализации, проводимой в то время правыми правительствами в регионе. Главной целью этой конференции было обсуждение альтернатив неолиберализму.
В первом совещании, состоявшемся в Сан-Паулу в июле 1990 года, приняли участие представители 48 партий и организаций из Латинской Америки и Карибского бассейна. Первоначальное название, данное собранию, было «Встреча левых и антиимпериалистических партий и организаций Латинской Америки». После встречи в Мехико в 1991 году её стали поочерёдно называть Форумом Сан-Паулу в связи с местом проведения первой встречи. Последующие встречи были организованы многими партиями по всему региону.

## История
По данным ФСП, сегодня в её конференциях принимают участие более 100 партий и политических организаций. Их политические позиции различаются по широкому спектру, который включает в себя: социал-демократические партии, левые популистические партии и социальные движения, вдохновляемые католической церковью, этнические группы и группы зелёных защитников окружающей среды, антиимпериалистические и левые националистические организации, коммунистические партии и вооружённые партизанские формирования (последних, строго говоря, в рядах ФСП представляли только Революционные вооружённые силы Колумбии ФАРК). Хотя формально ФАРК никогда не запрещалось участвовать в Форуме, они были отстранены от участия в заседаниях ФСП ещё в 2005 году.
Эти группы расходятся во мнениях по целому ряду вопросов — от применения вооружённой силы в революциях до поддержки представительной демократии. Коммунистическая партия Кубы, например, на протяжении десятилетий придерживалась однопартийной системы, в то время как Рабочая партия Бразилии (PT) поддерживает многопартийную систему представительной демократии и участвует в ней. Некоторые партии, такие как Социальная конвергенция Чили, выступают за радикальную демократию, демократию участия и демократию на рабочем месте вместо представительной демократии в качестве главной ценности. Эти различия придают особое значение заключительным заявлениям FSP, публикуемым в конце каждой конференции, в которых излагается коллективная позиция её членов.
Начиная с первого заседания ФСП (1990), Декларация, которая была принята, выражала «готовность участников обновить левую и социалистическую мысль, подтвердить её эмансипирующий характер, исправить ошибочные концепции и преодолеть все проявления бюрократизма и полное отсутствие подлинной социальной и массовой демократии».
Первая декларация провозглашает «активный компромисс с действительностью прав человека, демократии и народного суверенитета как стратегических ценностей, которые постоянно бросают вызов левым, социалистическим и прогрессивным силам, обновляющим свои мысли и действия».
На второй конференции (Мексика, 1991) ФСП расширила свои цели, добавив предложение о работе в направлении латиноамериканской интеграции, обмена опытом, обсуждения политических разногласий между левыми партиями и поиска консенсуса в их действиях. Последующие конференции подтверждают готовность участников к обмену опытом и развитию отношений, в то время как на региональном и континентальном уровнях влияние ФСП растёт, и некоторые из её членов добиваются успехов на выборах, а их кандидаты становятся президентами многих стран.
В начале 1990-х годов ФСП рассматривалась как выражение появления новой латиноамериканской левой парадигмы: неавторитарной, демилитаризованной и дружественной к массам. Однако, как отмечали другие, существует явное противоречие между пламенной и квазиреволюционной риторикой о социализме XXI века.

## Члены ФСП

### В правительстве
В настоящее время лидеры и партии — члены Форума Сан-Паулу управляют следующими странами:
- Боливия — Луис Арсе (Движение к социализму) (2020—по сей день)
- Бразилия — Лула да Силва (Партия трудящихся) (2023-по сей день)
- Чили — Освальдо Андраде (Социалистическая партия Чили) (2022—по сей день)
- Колумбия — Густаво Петро (Гуманная Колумбия) (2022—по сей день)
- Куба — Мигель Диас-Канель (Коммунистическая партия Кубы) (2018—по сей день)
- Доминиканская Республика — Луис Абинадер (Современная революционная партия) (2020—по сей день)[4]
- Гондурас — Сиомара Кастро (Партия свободы и перестройки) (2022—по сей день)
- Мексика — Клаудия Шейнбаум (Движение национального возрождения) (2024—по сей день)
- Никарагуа — Даниэль Ортега (Сандинистский фронт национального освобождения) (2007—по сей день)
- Сент-Люсия — Филип Пьер (Лейбористская партия Сент-Люсии) (2021—по сей день)
- Венесуэла — Николас Мадуро (Единая социалистическая партия Венесуэлы) (2013—по сей день)

### Согласованные правительства
Следующие левоцентристские и леворадикальные партии или коалиции, которые в настоящее время находятся в правительстве, хотя и не являются членами форума, поддерживают хорошие отношения с членами ФСП:
- Сент-Винсент и Гренадины — Объединённая лейбористская партия (2001—по сей день)[5]
- Испания — Объединённые Левые (2020—по сей день)